# Gonomyia subterminalis
Gonomyia subterminalis är en tvåvingeart som beskrevs av Alexander 1927. Gonomyia subterminalis ingår i släktet Gonomyia och familjen småharkrankar. Inga underarter finns listade i Catalogue of Life.